# Gran Premio d'Italia
Il Gran Premio d'Italia è una gara automobilistica di Formula 1 che si svolge a partire dal 1921. Salvo rare eccezioni, si è sempre disputato la prima o la seconda domenica di settembre in Italia e delle 95 edizioni disputate sino ad oggi 90 si sono svolte all'Autodromo nazionale di Monza. È il quinto più antico Gran Premio dopo quelli di Francia, Stati Uniti d'America, Spagna e Russia e, dal 2013, anche quello che si è svolto per più volte. Solo in cinque occasioni il Gran Premio si è disputato in altre città: Montichiari (1921), Livorno (1937), Milano (1947), Torino (1948) ed Imola (1980).

## Storia

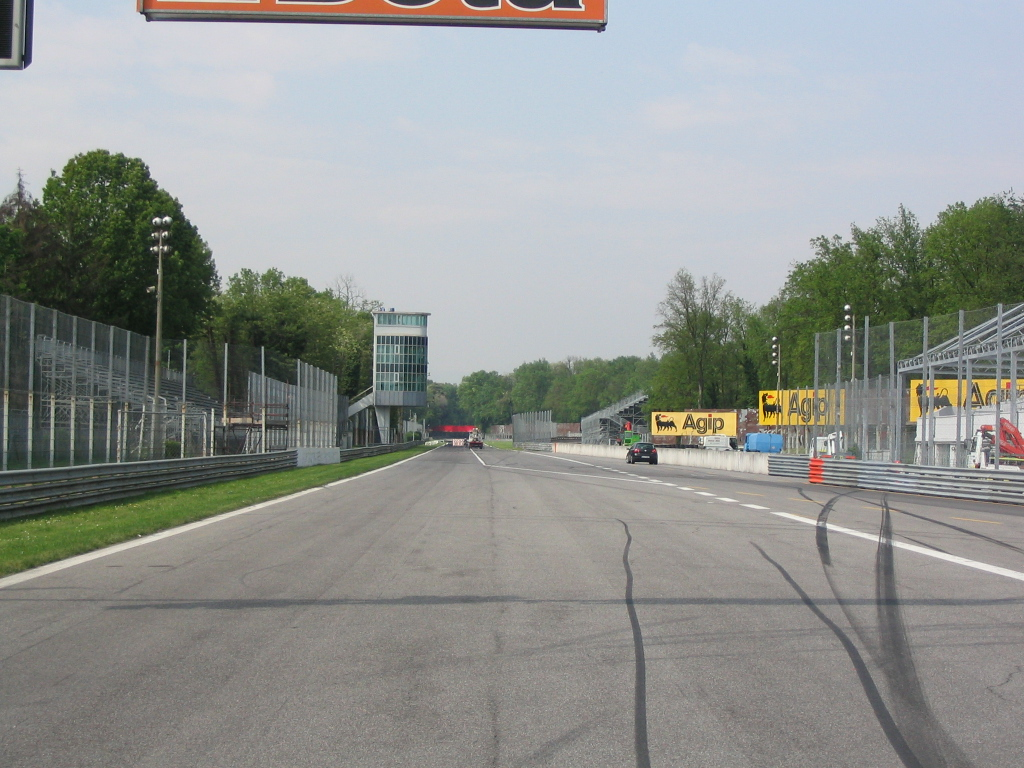
Il rettilineo del circuito monzese

### Nascita
Il primo Gran Premio d'Italia si disputò il 4 settembre 1921 sul circuito di Montichiari, in provincia di Brescia, costituito da strade aperte al traffico. Tuttavia il Gran Premio è spesso associato al circuito di Monza, costruito nel 1922 a nord di Milano e quasi unica sede della corsa nel corso degli anni (fanno eccezione le edizioni 1937, 1947, 1948 e 1980).
Nel 1928 si verificò durante la corsa un gravissimo incidente: il pilota Emilio Materassi perse il controllo dell'auto sul rettilineo d'arrivo e a 200 km/h piombò in mezzo al pubblico assiepato a bordo pista uccidendo 22 persone. A seguito di questo luttuoso evento nei due anni successivi il Gran Premio non si svolse, riprendendo solo nel 1931. Nel 1937 si corse sul Circuito di Montenero a Livorno, per ritornare l'anno seguente a Monza per l'ultima edizione prima della Seconda guerra mondiale.

### Il dopoguerra
Dopo la guerra il Gran Premio riprese nel 1947: la pista di Monza tuttavia era ancora inagibile a causa dei gravi danni causati dalle vicende belliche. Si corse perciò in quell'anno a Milano e nel 1948 a Torino. Dal 1949 si ritornò sul tracciato monzese. Nel 1950 fu istituito il Campionato mondiale di Formula 1 e da allora il Gran Premio d'Italia ne ha sempre fatto parte: nei primi anni era addirittura la gara conclusiva, in seguito sono stati inseriti altri Gran Premi in date successive.

### Il passaggio a Imola e il definitivo ritorno a Monza
Nel 1975, a causa della velocità del circuito di Monza, venne prospettata l'ipotesi per cui il Gran Premio si sarebbe potuto disputare sul Circuito di Imola, oppure che quella potesse comunque essere l'ultima presenza della Formula 1 sul circuito monzese. Nel calendario per il 1976, pubblicato proprio nel weekend del gran premio del 1975, venne però confermata la tenuta della gara a Monza, con la possibilità che il passaggio in Romagna avvenisse dal 1977.
Nel 1978, a causa delle problematiche ambientali e la scadenza dell'accordo tra i Comuni di Monza e Milano con la SIAS, la società che gestiva l'autodromo brianzolo, al 31 dicembre 1978, misero in dubbio la prosecuzione dell'attività sportiva sul tracciato monzese. La Regione Lombardia, al termine di un incontro con i responsabili dell'Automobile Club Milano ai primi di agosto, ribadì come non vi fossero degli impedimenti alla prosecuzione dell'attività automobilistica derivanti da leggi regionali, almeno fino all'approvazione di un disegno di legge che, istituendo il parco regionale della Valle del Lambro, vi ricomprendesse anche il sito dell'autodromo. I rappresentanti dell'AC Milano proposero, in tal caso, la creazione di un nuovo tracciato, che potessero sostituire quello esistente, da localizzare sempre nei dintorni di Monza. Il 5 settembre, con un comunicato congiunto, i due comuni coinvolti annunciarono di volere prolungare di un anno il contratto con la SIAS per la gestione del tracciato. L'8 settembre l'AC Milano presentò il progetto per la costruzione di un nuovo autodromo, il Monza 2, che avrebbe sostituito l'autodromo presente, qualora l'attività sportiva sullo stesso fosse stata vietata per ragioni ambientali. Il tracciato, lungo 6,975 km, avrebbe ricalcato il disegno di quello del vecchio autodromo e sarebbe stato costruito in una zona ancora da individuare, a Nord di Milano. L'edizione 1978 fu funestata da un grave incidente che coinvolse diversi piloti, costringendo a un'interruzione della gara e a una seconda partenza; a seguito delle ferite riportate, lo svedese Ronnie Peterson, della Lotus, morì il giorno seguente al gran premio, presso l'Ospedale Niguarda di Milano. In conseguenza di questo decesso Mario Andretti si laureò matematicamente campione del mondo di Formula 1 per la stagione 1978, per l'unica volta nella carriera, in considerazione del fatto che Peterson era rimasto l'unico pilota che poteva ancora superarlo nella classifica del mondiale piloti.
Nel 1979, in occasione della gara, il sudafricano Jody Scheckter si laureò per la prima, e unica, volta campione del mondo piloti e la Scuderia Ferrari si aggiudicò per la sesta volta la Coppa Costruttori. Il Gran Premio venne premiato, per la prima volta, col Race Promoters' Trophy, quale gran premio meglio organizzato nella stagione.
Solo nel 1980, per la prima, e per ora unica volta, il Gran Premio d'Italia, in una sua edizione valida per il campionato mondiale di F1, si spostò sul Circuito di Imola, all'epoca dedicato al solo Dino Ferrari.
Il tracciato di Imola aveva già ospitato due gran premi di Formula 1, non validi però per il mondiale. Il primo il 21 aprile 1963, denominato Gran Premio d'Imola, e vinto da Jim Clark su Lotus-Climax; il secondo il 16 settembre 1979, il Gran Premio Dino Ferrari, che aveva visto il successo di Niki Lauda su Brabham-Alfa Romeo.
Imola avrebbe dovuto ospitare già nel 1979 la gara, in base a un accordo, firmato il 26 ottobre 1978, tra l'Automobile Club di Bologna e Bernie Ecclestone, capo della FOCA, per la disputa di un Gran Premio sul circuito, per tre stagioni. L'annuncio venne criticato dall'ACI, che si considerava l'unico soggetto intitolato per chiudere un tale accordo, così come dalla Commissione Sportiva Internazionale, unico ente predisposto per l'omologazione dei circuiti. Ecclestone giustificò la scelta, che avrebbe eliminato il Circuito di Monza dal calendario, non essendo previsti due Gran Premi in Italia, con la scarsa qualità delle strutture del tracciato brianzolo e dalla mancata progettazione dei lavori richiesti.
Dopo una lunga diatriba, che vedeva da un lato l'Automobile Club Italiano e dall'altro Bernie Ecclestone, il 13 aprile 1979 vi fu un accordo per tenere il Gran Premio d'Italia 1979 a Monza e svolgere una gara fuori campionato a Imola, che a sua volta, avrebbe ospitato il Gran Premio nazionale nel 1980. In agosto venne raggiunto l'accordo definitivo tra la FOCA e gli organizzatori di Imola per lo svolgimento del Gran Premio non valido per il campionato, da tenersi la settimana successiva a quello d'Italia.
Dall'anno successivo il Gran Premio d'Italia ritornò a Monza, mentre ad Imola fu assegnato il Gran Premio di San Marino. Da allora fino al 2006 si sono disputati due Gran Premi sul territorio italiano, mentre dal 2007 in poi si è tornati ad avere solo il Gran Premio d'Italia. Nella particolare stagione 2020, a seguito della revisione del calendario per via dei problemi causati della pandemia di COVID-19, sono stati disputati tre Gran Premi in Italia; oltre a Monza, si è corso al Mugello (Gran Premio della Toscana) e a Imola (Gran Premio dell'Emilia-Romagna).
Nella stagione 2021 di Formula 1 il Gran Premio ha compiuto 100 anni, mentre l'edizione del 2022 stabilisce il nuovo record di presenze con 336 647 spettatori, nell'anno del centenario dell'Autodromo nazionale di Monza, battendo il record precedente di 200 000 spettatori registrato nell'edizione del 2019. L'edizione del 2023 segna il nuovo record per il Gran Premio oggetto della durata della distanza di gara più corta della storia della Formula 1, senza contare le gare terminate prematuramente, con 1h13'41"143, seppur percorrendo due giri in meno sulla distanza di gara rispetto al precedente primato stabilito nell'edizione del 2003, con 1h14'19"838. All'edizione del 2024 assistono 335 000 spettatori, per il secondo Gran Premio d'Italia con il più alto numero di presenze all'Autodromo nazionale di Monza, dietro al primato degli spettatori dell'edizione del 2022.

### Sponsorizzazioni
- 1950-1987: nessuno sponsor ufficiale;
- 1988-1991: Coca-Cola;
- 1992-1996: Pioneer;
- 1997-2001: Campari;
- 2002-2006: Vodafone;
- 2007: nessuno sponsor ufficiale;
- 2008-2012: Santander;
- 2013-2015: nessuno sponsor ufficiale;
- 2016-2021: Heineken;
- 2022-2025: Pirelli.

## Albo d'oro
Lo sfondo sfondo rosa indica un evento non appartenente al Campionato mondiale di Formula 1.

Lo sfondo sfondo verde indica un evento che era parte del Campionato Mondiale Costruttori precedente alla Seconda Guerra Mondiale.

Lo sfondo sfondo giallo indica un evento che era parte del Campionato europeo di automobilismo precedente alla Seconda Guerra Mondiale.
| Anno        | Circuito      | Pilota                          | Vettura       | Resoconto     |
| ----------- | ------------- | ------------------------------- | ------------- | ------------- |
| 1921        | Montichiari   | Jules Goux                      | Ballot        | Resoconto     |
| 1922        | Monza         | Pietro Bordino                  | Fiat          | Resoconto     |
| 1923        | Monza         | Carlo Salamano                  | Fiat          | Resoconto     |
| 1924        | Monza         | Antonio Ascari                  | Alfa Romeo    | Resoconto     |
| 1925        | Monza         | Gastone Brilli-Peri             | Alfa Romeo    | Resoconto     |
| 1926        | Monza         | Louis Charavel                  | Bugatti       | Resoconto     |
| 1927        | Monza         | Robert Benoist                  | Delage        | Resoconto     |
| 1928        | Monza         | Louis Chiron                    | Bugatti       | Resoconto     |
| 1929 – 1930 | Non disputato | Non disputato                   | Non disputato | Non disputato |
| 1931        | Monza         | Giuseppe Campari Tazio Nuvolari | Alfa Romeo    | Resoconto     |
| 1932        | Monza         | Tazio Nuvolari                  | Alfa Romeo    | Resoconto     |
| 1933        | Monza         | Luigi Fagioli                   | Alfa Romeo    | Resoconto     |
| 1934        | Monza         | Luigi Fagioli Rudolf Caracciola | Mercedes-Benz | Resoconto     |
| 1935        | Monza         | Hans Stuck                      | Auto-Union    | Resoconto     |
| 1936        | Monza         | Bernd Rosemeyer                 | Auto-Union    | Resoconto     |
| 1937        | Livorno       | Rudolf Caracciola               | Mercedes-Benz | Resoconto     |
| 1938        | Monza         | Tazio Nuvolari                  | Auto-Union    | Resoconto     |
| 1939 – 1946 | Non disputato | Non disputato                   | Non disputato | Non disputato |
| 1947        | Milano        | Carlo Felice Trossi             | Alfa Romeo    | Resoconto     |
| 1948        | Torino        | Jean-Pierre Wimille             | Alfa Romeo    | Resoconto     |
| 1949        | Monza         | Alberto Ascari                  | Ferrari       | Resoconto     |
| 1950        | Monza         | Nino Farina                     | Alfa Romeo    | Resoconto     |
| 1951        | Monza         | Alberto Ascari                  | Ferrari       | Resoconto     |
| 1952        | Monza         | Alberto Ascari                  | Ferrari       | Resoconto     |
| 1953        | Monza         | Juan Manuel Fangio              | Maserati      | Resoconto     |
| 1954        | Monza         | Juan Manuel Fangio              | Mercedes      | Resoconto     |
| 1955        | Monza         | Juan Manuel Fangio              | Mercedes      | Resoconto     |
| 1956        | Monza         | Stirling Moss                   | Maserati      | Resoconto     |
| 1957        | Monza         | Stirling Moss                   | Vanwall       | Resoconto     |
| 1958        | Monza         | Tony Brooks                     | Vanwall       | Resoconto     |
| 1959        | Monza         | Stirling Moss                   | Cooper        | Resoconto     |
| 1960        | Monza         | Phil Hill                       | Ferrari       | Resoconto     |
| 1961        | Monza         | Phil Hill                       | Ferrari       | Resoconto     |
| 1962        | Monza         | Graham Hill                     | BRM           | Resoconto     |
| 1963        | Monza         | Jim Clark                       | Lotus         | Resoconto     |
| 1964        | Monza         | John Surtees                    | Ferrari       | Resoconto     |
| 1965        | Monza         | Jackie Stewart                  | BRM           | Resoconto     |
| 1966        | Monza         | Ludovico Scarfiotti             | Ferrari       | Resoconto     |
| 1967        | Monza         | John Surtees                    | Honda         | Resoconto     |
| 1968        | Monza         | Denny Hulme                     | McLaren       | Resoconto     |
| 1969        | Monza         | Jackie Stewart                  | Matra         | Resoconto     |
| 1970        | Monza         | Clay Regazzoni                  | Ferrari       | Resoconto     |
| 1971        | Monza         | Peter Gethin                    | BRM           | Resoconto     |
| 1972        | Monza         | Emerson Fittipaldi              | Lotus         | Resoconto     |
| 1973        | Monza         | Ronnie Peterson                 | Lotus         | Resoconto     |
| 1974        | Monza         | Ronnie Peterson                 | Lotus         | Resoconto     |
| 1975        | Monza         | Clay Regazzoni                  | Ferrari       | Resoconto     |
| 1976        | Monza         | Ronnie Peterson                 | March         | Resoconto     |
| 1977        | Monza         | Mario Andretti                  | Lotus         | Resoconto     |
| 1978        | Monza         | Niki Lauda                      | Brabham       | Resoconto     |
| 1979        | Monza         | Jody Scheckter                  | Ferrari       | Resoconto     |
| 1980        | Imola         | Nelson Piquet                   | Brabham       | Resoconto     |
| 1981        | Monza         | Alain Prost                     | Renault       | Resoconto     |
| 1982        | Monza         | René Arnoux                     | Renault       | Resoconto     |
| 1983        | Monza         | Nelson Piquet                   | Brabham       | Resoconto     |
| 1984        | Monza         | Niki Lauda                      | McLaren       | Resoconto     |
| 1985        | Monza         | Alain Prost                     | McLaren       | Resoconto     |
| 1986        | Monza         | Nelson Piquet                   | Williams      | Resoconto     |
| 1987        | Monza         | Nelson Piquet                   | Williams      | Resoconto     |
| 1988        | Monza         | Gerhard Berger                  | Ferrari       | Resoconto     |
| 1989        | Monza         | Alain Prost                     | McLaren       | Resoconto     |
| 1990        | Monza         | Ayrton Senna                    | McLaren       | Resoconto     |
| 1991        | Monza         | Nigel Mansell                   | Williams      | Resoconto     |
| 1992        | Monza         | Ayrton Senna                    | McLaren       | Resoconto     |
| 1993        | Monza         | Damon Hill                      | Williams      | Resoconto     |
| 1994        | Monza         | Damon Hill                      | Williams      | Resoconto     |
| 1995        | Monza         | Johnny Herbert                  | Benetton      | Resoconto     |
| 1996        | Monza         | Michael Schumacher              | Ferrari       | Resoconto     |
| 1997        | Monza         | David Coulthard                 | McLaren       | Resoconto     |
| 1998        | Monza         | Michael Schumacher              | Ferrari       | Resoconto     |
| 1999        | Monza         | Heinz-Harald Frentzen           | Jordan        | Resoconto     |
| 2000        | Monza         | Michael Schumacher              | Ferrari       | Resoconto     |
| 2001        | Monza         | Juan Pablo Montoya              | Williams      | Resoconto     |
| 2002        | Monza         | Rubens Barrichello              | Ferrari       | Resoconto     |
| 2003        | Monza         | Michael Schumacher              | Ferrari       | Resoconto     |
| 2004        | Monza         | Rubens Barrichello              | Ferrari       | Resoconto     |
| 2005        | Monza         | Juan Pablo Montoya              | McLaren       | Resoconto     |
| 2006        | Monza         | Michael Schumacher              | Ferrari       | Resoconto     |
| 2007        | Monza         | Fernando Alonso                 | McLaren       | Resoconto     |
| 2008        | Monza         | Sebastian Vettel                | Toro Rosso    | Resoconto     |
| 2009        | Monza         | Rubens Barrichello              | Brawn         | Resoconto     |
| 2010        | Monza         | Fernando Alonso                 | Ferrari       | Resoconto     |
| 2011        | Monza         | Sebastian Vettel                | Red Bull      | Resoconto     |
| 2012        | Monza         | Lewis Hamilton                  | McLaren       | Resoconto     |
| 2013        | Monza         | Sebastian Vettel                | Red Bull      | Resoconto     |
| 2014        | Monza         | Lewis Hamilton                  | Mercedes      | Resoconto     |
| 2015        | Monza         | Lewis Hamilton                  | Mercedes      | Resoconto     |
| 2016        | Monza         | Nico Rosberg                    | Mercedes      | Resoconto     |
| 2017        | Monza         | Lewis Hamilton                  | Mercedes      | Resoconto     |
| 2018        | Monza         | Lewis Hamilton                  | Mercedes      | Resoconto     |
| 2019        | Monza         | Charles Leclerc                 | Ferrari       | Resoconto     |
| 2020        | Monza         | Pierre Gasly                    | AlphaTauri    | Resoconto     |
| 2021        | Monza         | Daniel Ricciardo                | McLaren       | Resoconto     |
| 2022        | Monza         | Max Verstappen                  | Red Bull      | Resoconto     |
| 2023        | Monza         | Max Verstappen                  | Red Bull      | Resoconto     |
| 2024        | Monza         | Charles Leclerc                 | Ferrari       | Resoconto     |

## Plurivincitori
Lo sfondo sfondo rosa indica un evento non appartenente al Campionato mondiale di Formula 1.

Lo sfondo sfondo giallo indica un evento che era parte del Campionato europeo di automobilismo precedente alla Seconda Guerra Mondiale.
| Vittorie | Pilota             | Anni                         |
| -------- | ------------------ | ---------------------------- |
| 5        | Michael Schumacher | 1996, 1998, 2000, 2003, 2006 |
| 5        | Lewis Hamilton     | 2012, 2014, 2015, 2017, 2018 |
| 4        | Nelson Piquet      | 1980, 1983, 1986, 1987       |
| 3        | Tazio Nuvolari     | 1931, 1932, 1938             |
| 3        | Alberto Ascari     | 1949, 1951, 1952             |
| 3        | Juan Manuel Fangio | 1953, 1954, 1955             |
| 3        | Stirling Moss      | 1956, 1957, 1959             |
| 3        | Ronnie Peterson    | 1973, 1974, 1976             |
| 3        | Alain Prost        | 1981, 1985, 1989             |
| 3        | Rubens Barrichello | 2002, 2004, 2009             |
| 3        | Sebastian Vettel   | 2008, 2011, 2013             |
| 2        | Luigi Fagioli      | 1933, 1934                   |
| 2        | Rudolf Caracciola  | 1934, 1937                   |
| 2        | Phil Hill          | 1960, 1961                   |
| 2        | John Surtees       | 1964, 1967                   |
| 2        | Jackie Stewart     | 1965, 1969                   |
| 2        | Clay Regazzoni     | 1970, 1975                   |
| 2        | Niki Lauda         | 1978, 1984                   |
| 2        | Ayrton Senna       | 1990, 1992                   |
| 2        | Damon Hill         | 1993, 1994                   |
| 2        | Juan Pablo Montoya | 2001, 2005                   |
| 2        | Fernando Alonso    | 2007, 2010                   |
| 2        | Charles Leclerc    | 2019, 2024                   |
| 2        | Max Verstappen     | 2022, 2023                   |

## Statistiche
Le statistiche si riferiscono alle sole edizioni valide per il campionato del mondo di Formula 1 e sono aggiornate al Gran Premio d'Italia 2024.

### Vittorie per pilota
| Pos. | Pilota             | Vittorie |
| ---- | ------------------ | -------- |
| 1    | Michael Schumacher | 5        |
| =    | Lewis Hamilton     | 5        |
| 3    | Nelson Piquet      | 4        |
| 4    | Juan Manuel Fangio | 3        |
| =    | Stirling Moss      | 3        |
| =    | Ronnie Peterson    | 3        |
| =    | Alain Prost        | 3        |
| =    | Rubens Barrichello | 3        |
| =    | Sebastian Vettel   | 3        |
| 10   | Alberto Ascari     | 2        |
| =    | Phil Hill          | 2        |
| =    | John Surtees       | 2        |
| =    | Jackie Stewart     | 2        |
| =    | Clay Regazzoni     | 2        |
| =    | Niki Lauda         | 2        |
| =    | Ayrton Senna       | 2        |
| =    | Damon Hill         | 2        |
| =    | Juan Pablo Montoya | 2        |
| =    | Fernando Alonso    | 2        |
| =    | Charles Leclerc    | 2        |
| =    | Max Verstappen     | 2        |

### Vittorie per costruttore
| Pos. | Costruttore | Vittorie |
| ---- | ----------- | -------- |
| 1    | Ferrari     | 20       |
| 2    | McLaren     | 11       |
| 3    | Mercedes    | 7        |
| 4    | Williams    | 6        |
| 5    | Lotus       | 5        |
| 6    | Red Bull    | 4        |
| 7    | BRM         | 3        |
| =    | Brabham     | 3        |
| 9    | Maserati    | 2        |
| =    | Vanwall     | 2        |
| =    | Renault     | 2        |

### Vittorie per motore
| Pos. | Motore        | Vittorie |
| ---- | ------------- | -------- |
| 1    | Ferrari       | 21       |
| 2    | Mercedes      | 13       |
| 3    | Ford-Cosworth | 8        |
| =    | Renault       | 8        |
| 5    | Honda         | 7        |
| 6    | BRM           | 3        |
| 7    | Alfa Romeo    | 2        |
| =    | Maserati      | 2        |
| =    | Vanwall       | 2        |
| =    | Climax        | 2        |
| =    | BMW           | 2        |
| =    | TAG Porsche   | 2        |
| =    | RBPT          | 2        |

### Pole position per pilota
| Pos. | Pilota             | Pole |
| ---- | ------------------ | ---- |
| 1    | Lewis Hamilton     | 7    |
| 2    | Juan Manuel Fangio | 5    |
| =    | Ayrton Senna       | 5    |
| 4    | Jim Clark          | 3    |
| =    | John Surtees       | 3    |
| =    | Michael Schumacher | 3    |
| =    | Juan Pablo Montoya | 3    |
| =    | Sebastian Vettel   | 3    |
| 9    | Alberto Ascari     | 2    |
| =    | Stirling Moss      | 2    |
| =    | Jacky Ickx         | 2    |
| =    | Niki Lauda         | 2    |
| =    | Mario Andretti     | 2    |
| =    | René Arnoux        | 2    |
| =    | Nelson Piquet      | 2    |
| =    | Jean Alesi         | 2    |
| =    | Kimi Räikkönen     | 2    |
| =    | Fernando Alonso    | 2    |
| =    | Charles Leclerc    | 2    |

### Pole position per costruttore
| Pos. | Costruttore | Pole |
| ---- | ----------- | ---- |
| 1    | Ferrari     | 23   |
| 2    | McLaren     | 12   |
| 3    | Mercedes    | 7    |
| =    | Lotus       | 7    |
| =    | Williams    | 7    |
| 6    | Renault     | 3    |
| =    | Red Bull    | 3    |
| 8    | Alfa Romeo  | 2    |
| =    | Vanwall     | 2    |
| =    | Brabham     | 2    |
| =    | Benetton    | 2    |

### Pole position per motore
| Pos. | Motore        | Pole |
| ---- | ------------- | ---- |
| 1    | Ferrari       | 24   |
| 2    | Mercedes      | 14   |
| 3    | Renault       | 11   |
| 4    | Honda         | 7    |
| 5    | Ford-Cosworth | 5    |
| =    | BMW           | 5    |
| 7    | Climax        | 3    |
| 8    | Alfa Romeo    | 2    |
| =    | Vanwall       | 2    |
| =    | Matra         | 2    |

### Giri veloci per pilota
| Pos. | Pilota                | GPV |
| ---- | --------------------- | --- |
| 1    | Lewis Hamilton        | 7   |
| 2    | Phil Hill             | 3   |
| =    | Jim Clark             | 3   |
| =    | Clay Regazzoni        | 3   |
| =    | Ayrton Senna          | 3   |
| =    | Mika Häkkinen         | 3   |
| =    | Kimi Räikkönen        | 3   |
| =    | Fernando Alonso       | 3   |
| 9    | Juan Manuel Fangio    | 2   |
| =    | José Froilán González | 2   |
| =    | Stirling Moss         | 2   |
| =    | Mario Andretti        | 2   |
| =    | Nigel Mansell         | 2   |
| =    | Damon Hill            | 2   |
| =    | Michael Schumacher    | 2   |
| =    | Ralf Schumacher       | 2   |
| =    | Rubens Barrichello    | 2   |
| =    | Daniel Ricciardo      | 2   |

### Giri veloci per costruttore
| Pos. | Costruttore | GPV |
| ---- | ----------- | --- |
| 1    | Ferrari     | 19  |
| 2    | McLaren     | 15  |
| 3    | Williams    | 9   |
| 4    | Mercedes    | 8   |
| 5    | Lotus       | 7   |
| 6    | Maserati    | 3   |
| 7    | Alfa Romeo  | 2   |
| =    | March       | 2   |
| =    | Brabham     | 2   |
| =    | Red Bull    | 2   |

### Giri veloci per motore
| Pos. | Motore        | GPV |
| ---- | ------------- | --- |
| 1    | Ferrari       | 19  |
| =    | Mercedes      | 19  |
| 3    | Ford-Cosworth | 12  |
| 4    | Honda         | 6   |
| 5    | Renault       | 4   |
| 6    | Maserati      | 3   |
| =    | BMW           | 3   |
| 8    | Alfa Romeo    | 2   |
| =    | Climax        | 2   |
| 10   | Vanwall       | 1   |
| =    | BRM           | 1   |
| =    | Supertec      | 1   |
| =    | TAG Porsche   | 1   |
| =    | Tag Heuer     | 1   |
| =    | RBPT          | 1   |

### Podi per pilota
| Pos. | Pilota             | Podi |
| ---- | ------------------ | ---- |
| 1    | Michael Schumacher | 8    |
| =    | Lewis Hamilton     | 8    |
| 3    | Fernando Alonso    | 6    |
| =    | Sebastian Vettel   | 6    |
| 5    | Juan Manuel Fangio | 5    |
| =    | Nelson Piquet      | 5    |
| =    | Alain Prost        | 5    |
| =    | Ayrton Senna       | 5    |
| =    | Rubens Barrichello | 5    |
| 10   | Phil Hill          | 4    |
| =    | Bruce McLaren      | 4    |
| =    | Clay Regazzoni     | 4    |
| =    | Ronnie Peterson    | 4    |
| =    | Emerson Fittipaldi | 4    |
| =    | Niki Lauda         | 4    |
| =    | Gerhard Berger     | 4    |
| =    | Mika Häkkinen      | 4    |
| =    | Ralf Schumacher    | 4    |
| =    | Jenson Button      | 4    |
| =    | Kimi Räikkönen     | 4    |
| =    | Valtteri Bottas    | 4    |

### Podi per costruttore
| Pos. | Costruttore | Podi |
| ---- | ----------- | ---- |
| 1    | Ferrari     | 72   |
| 2    | McLaren     | 31   |
| 3    | Williams    | 21   |
| 4    | Mercedes    | 16   |
| 5    | Lotus       | 10   |
| 6    | Brabham     | 8    |
| 7    | Cooper      | 6    |
| =    | BRM         | 6    |
| =    | Red Bull    | 6    |
| 10   | Renault     | 5    |
| =    | Benetton    | 5    |

### Podi per motore
| Pos. | Motore        | Podi |
| ---- | ------------- | ---- |
| 1    | Ferrari       | 74   |
| 2    | Mercedes      | 36   |
| 3    | Ford-Cosworth | 32   |
| 4    | Renault       | 18   |
| 5    | Honda         | 13   |
| 6    | Climax        | 8    |
| =    | BMW           | 8    |
| 8    | Alfa Romeo    | 6    |
| =    | BRM           | 6    |
| 10   | Maserati      | 4    |

### Punti per pilota
| Pos. | Pilota             | Punti |
| ---- | ------------------ | ----- |
| 1    | Lewis Hamilton     | 218   |
| 2    | Sebastian Vettel   | 141   |
| 3    | Valtteri Bottas    | 112   |
| 4    | Fernando Alonso    | 107   |
| 5    | Michael Schumacher | 94    |
| 6    | Kimi Räikkönen     | 92    |
| =    | Sergio Pérez       | 92    |
| =    | Charles Leclerc    | 92    |
| 9    | Daniel Ricciardo   | 89    |
| 10   | Felipe Massa       | 86    |

### Punti per costruttore
| Pos. | Costruttore | Punti |
| ---- | ----------- | ----- |
| 1    | Ferrari     | 799,5 |
| 2    | McLaren     | 419   |
| 3    | Mercedes    | 394   |
| 4    | Red Bull    | 262   |
| 5    | Williams    | 244   |
| 6    | Renault     | 102   |
| 7    | Lotus       | 101   |
| 8    | Brabham     | 76    |
| 9    | Force India | 62    |
| 10   | BRM         | 58    |

### Punti per motore
| Pos. | Motore        | Punti |
| ---- | ------------- | ----- |
| 1    | Ferrari       | 859,5 |
| 2    | Mercedes      | 835   |
| 3    | Renault       | 340   |
| 4    | Ford-Cosworth | 273   |
| 5    | Honda         | 164   |
| 6    | RBPT          | 93    |
| 7    | BMW           | 86    |
| 8    | BRM           | 65    |
| 9    | Climax        | 58    |
| 10   | Maserati      | 51,5  |